# Kościół św. Antoniego Padewskiego i klasztor franciszkanów konwentualnych w Poznaniu

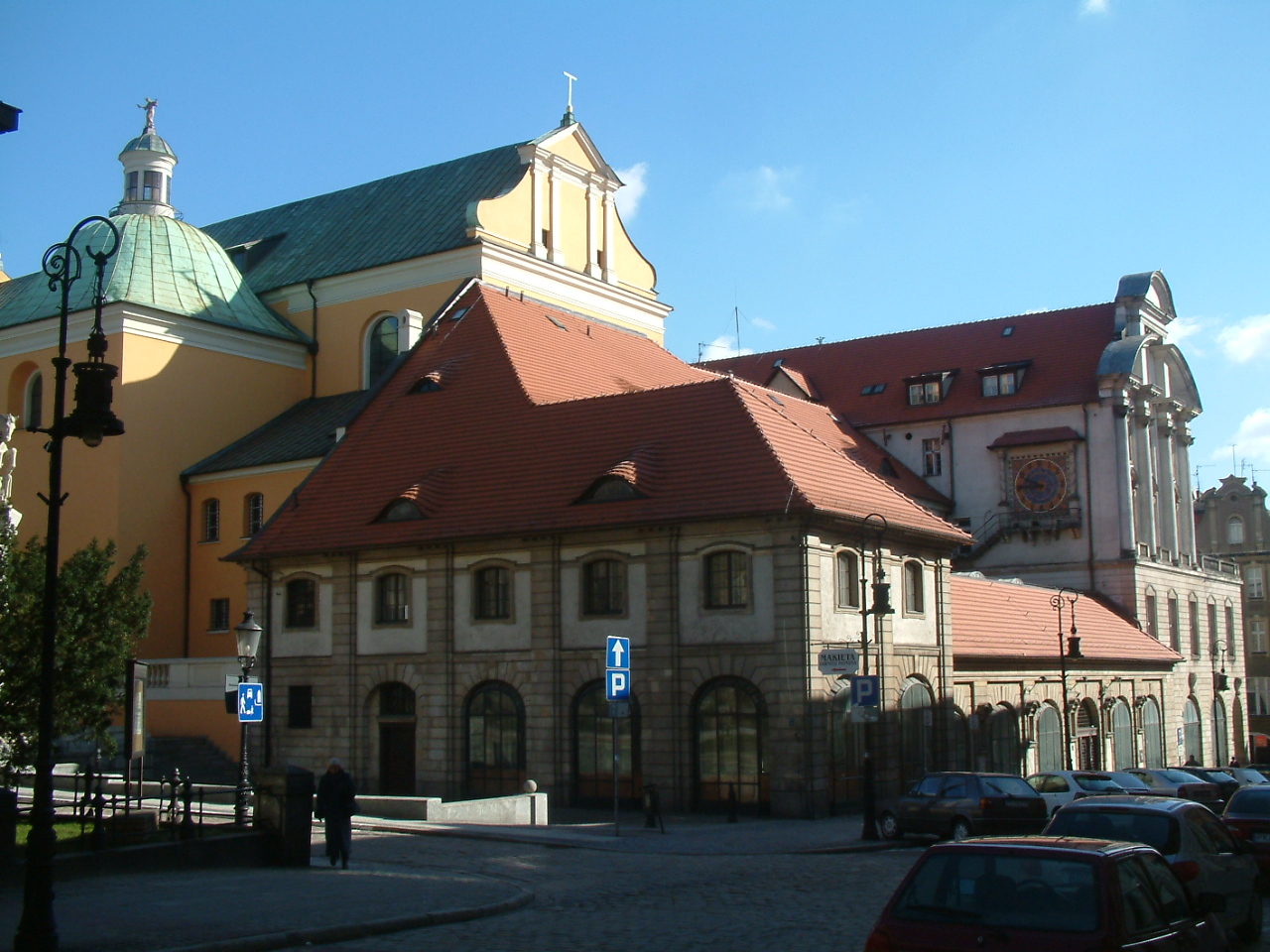
Kościół i budynek agend miejskich stojący na miejscu zburzonego skrzydła klasztoru, widok od ul. Paderewskiego

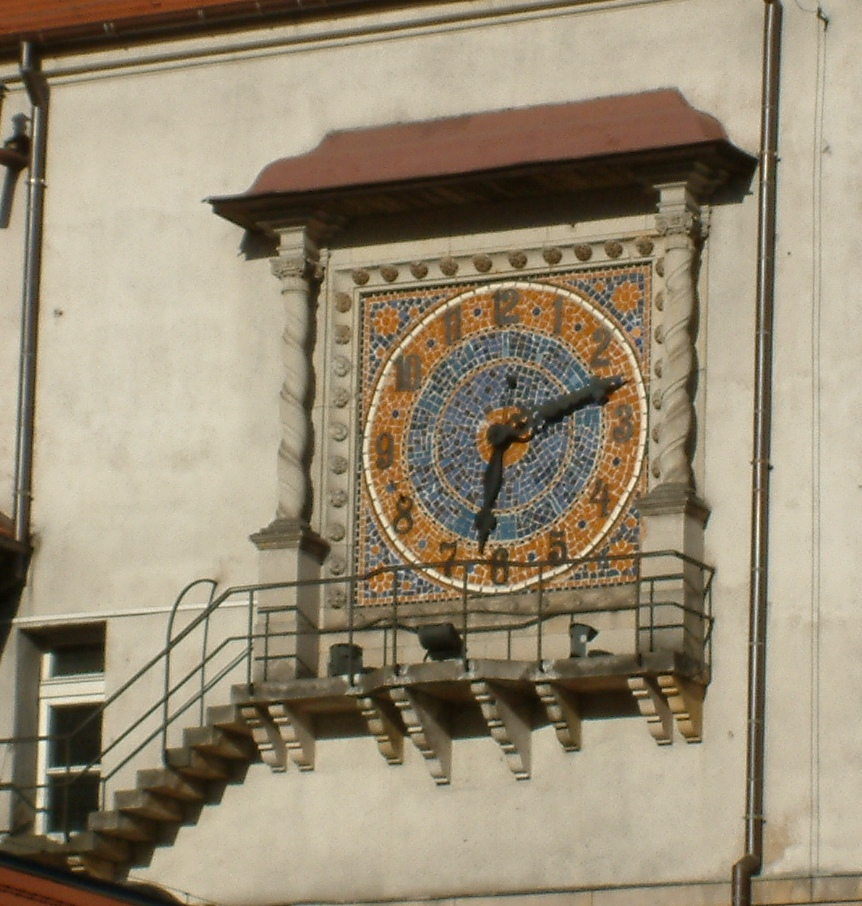
Zegar

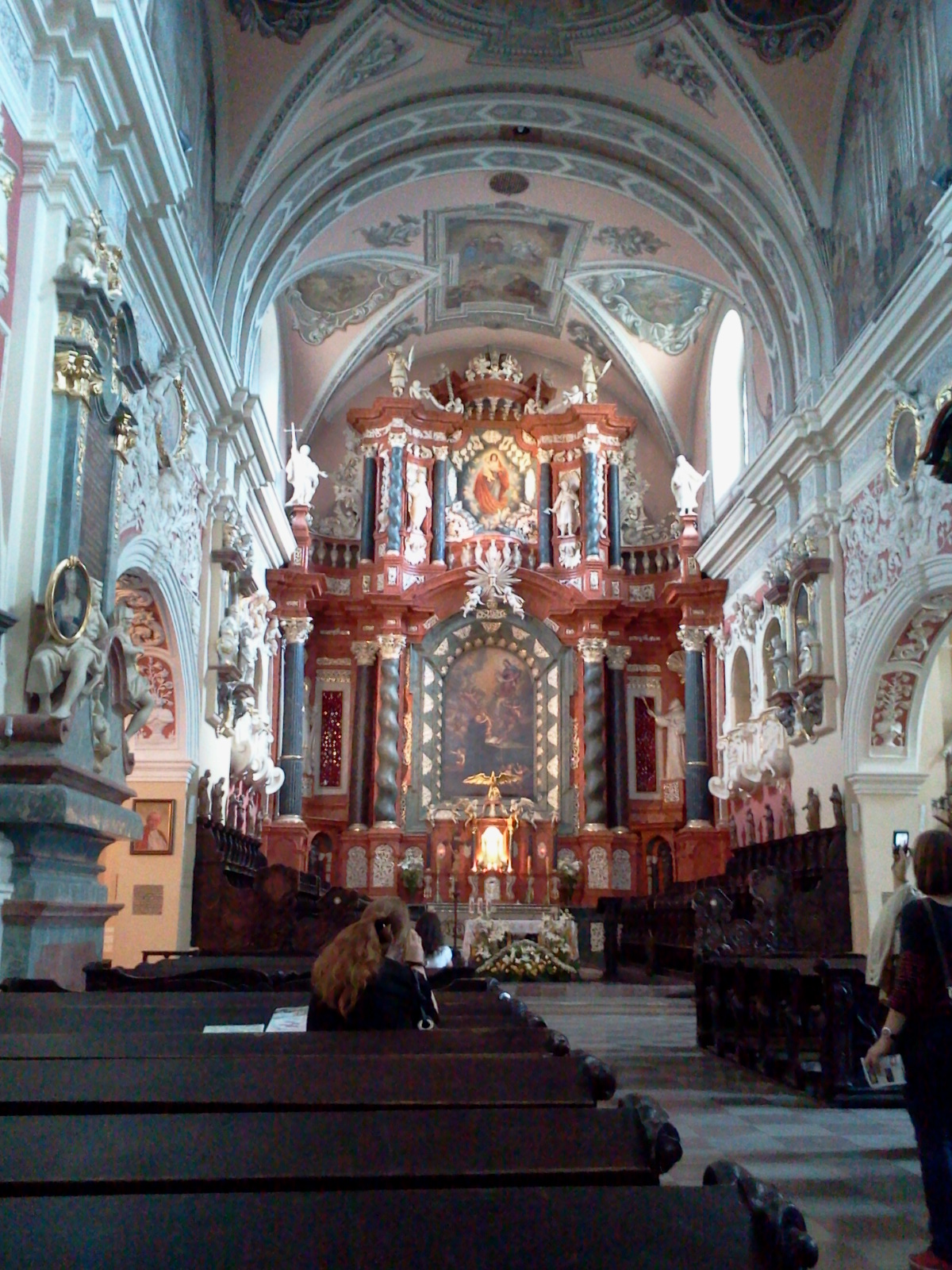
Wnętrze kościoła

Kościół św. Antoniego Padewskiego, Sanktuarium Matki Bożej w Cudy Wielmożnej Pani Poznania i klasztor franciszkanów konwentualnych w Poznaniu Prowincji Gdańskiej mieści się u podnóża Góry Przemysła (Góry Zamkowej). Od 2017 wielkopostny kościół stacyjny.

## Historia
Franciszkanów do Poznania sprowadził w pierwszej połowie XVII w. biskup Andrzej Szołdrski, jednak wzbudzali oni niechęć innych zakonów (głównie bernardynów), którzy posiadali już swój kościół w mieście. Sprawiło to, że otrzymali miejsce przy dzisiejszej ul. Grobla, gdzie wznieśli w 1646 drewniany kościółek (na jego miejscu stoi dziś Kościół pw. Wszystkich Świętych w Poznaniu). Dziesięć lat później świątynia spłonęła, a mnisi otrzymali nieistniejący już kościół św. Rocha w osadzie Miasteczko, przy którym wznieśli klasztor. Mimo to nadal starali się o miejsce na świątynię w obrębie murów miejskich. Udało im się to w 1668, gdy uzyskali plac pod budowę u podnóża Góry Zamkowej. W 1674 franciszkanie zawarli umowę na projekt i wykonanie z mistrzem murarskim Janem Końskim. Budowa przeciągała się; zakończono ją dopiero w 1728. 
W 1832 zakon skasowano, a władze pruskie przekształciły kościół w magazyn. Następnie zburzono skrzydła klasztoru od ul. Sierocej i Nowej (dziś Paderewskiego) a kościół przekazano katolikom niemieckim. Zakonnicy odzyskali budynki w 1921. 4 października 1937 zakończyły się 10-dniowe obchody 700-lecia zakonu franciszkanów w Polsce.
W czasie II wojny światowej kościół służył katolikom – Niemcom. Podczas walk w 1945 zawaliło się sklepienie nawy głównej, niszcząc część wyposażenia. Świątynia została odbudowana jako pierwszy kościół w Poznaniu. Wnętrze odrestaurowano w latach 1963–1965 pod kierunkiem T. Szukały i H. Kota. Odnowiono wówczas zamalowaną w poprzednim okresie pierwotną polichromię.

## Architektura
Kościół św. Antoniego Padewskiego jest trójnawową bazyliką z transeptem. Nawa główna przykryta jest sklepieniem kolebkowym z lunetami, podczas gdy nawy boczne przykrywają sklepienia krzyżowe. We wnętrzu zwraca uwagę bogate zdobienie stiukowe oraz polichromie wykonane w latach 1702–1735 przez czeskiego franciszkanina Adama Swacha. Jego brat, Antoni Swach, wykonał ołtarz główny, ołtarz w kaplicy Matki Boskiej w Cudy Wielmożnej Pani Poznania oraz bogate dębowe stalle.
Architektoniczny, bogato złocony ołtarz główny w centralnej części dolnej kondygnacji, zawiera obraz Widzenie św. Antoniego, po bokach którego znajdują się rzeźby przedstawiające św. Augustyna i św. Franciszka z Asyżu. 
W Kaplicy Najświętszej Marii Panny znajduje się obraz Matki Bożej w Cudy Wielmożnej Pani Poznania, będący kopią obrazu z kościoła na Zdzieżu koło Borku Wielkopolskiego, wykonaną w 1666 przez malarczyka Marcina ze Śródki, a zakupioną przez brata Tomasza Dybowskiego, zwanego "Bożą Duszą". W dwa lata później, w 1668, obraz zasłynął jako cudowny. Niewielki obraz znajduje się w pokrytej srebrnymi plakietami ramie. Ołtarz wieńczy Archanioł Michał w towarzystwie aniołów. Wystroju kaplicy dopełniają bogate ornamenty stiukowe, w tym plastyczne przedstawienie Jezusa i apostołów, a także freski, również wykonane przez braci Swachów.
Po przeciwnej stronie znajduje się kaplica św. Franciszka, w której najcenniejsze są obrazy przedstawiające św. Franciszka i św. Szczepana oraz figury św. Augustyna i św. Jana Ewangelisty. Również ta kaplica ma bogatą polichromię.
W kościele znajduje się bogata kolekcja XVII–XVIII w. portretów, wykonanych głównie w warsztatach lokalnych (na lewo od wejścia zgodnie ze wskazówkami zegara):
- Jadwigi Rogalińskiej (zm. 1652);
- czternaście portretów trumiennych (ponad portretem J. Rogalińskiej);
- Katarzyny Skrzetuskiej (zm. 1701);
- Doroty Kołaczkowskiej (zm. 1719);
- Wojciecha Rydzyńskiego, kasztelana lądzkiego (zm. 1735) (przy nagrobku);
- Anny Rydzyńskiej (zm. 1736) (przy nagrobku);
- Jana Radolińskiego, podkomorzego wschowskiego (zm. 1696) (w prezbiterium);
- Jana Korzbok Łąckiego, kasztelana kaliskiego (w prezbiterium);
- ks. Ludwika Miskiego, gwardiana w tutejszym klasztorze, profesora teologii i filozofii (zm. 1768) (w kaplicy św. Franciszka, na nagrobku);
- ks. Wojciecha Zawadzkiego, gwardiana i inicjatora budowy kościoła i klasztoru (zm. 1680) (w kaplicy NMP).

Bezpośrednio przy zabudowaniach klasztornych stoi pomnik 15. Pułku Ułanów Poznańskich.

## Sanktuarium Matki Bożej w Cudy Wielmożnej Pani Poznania
Kościół posiada status sanktuarium maryjnego, nadany mu w związku z łaskami doznawanymi przed obrazem Matki Bożej w Cudy Wielmożnej Pani Poznania. W roku 1968 wizerunek Matki Bożej został ukoronowany przez Prymasa Tysiąclecia, kard. Stefana Wyszyńskiego. Uroczystość miała miejsce przed katedrą poznańską i zgromadziła cały Episkopat Polski, w tym ówczesnego metropolitę krakowskiego, kard. Karola Wojtyłę, późniejszego papieża Jana Pawła II.

## Gwardianowie
- Od 1936 do 1939 gwardianem klasztoru był o. Korneli Czupryk[4][5].
- Od 9 maja 2024 r. gwardianem klasztoru jest o. Robert Leżohupski[6].

## Nagrody i upamiętnienie
Zespół klasztorny przedstawiono na rewersie monety dwuzłotowej wybitej w 2011 roku przez Narodowy Bank Polski. W 2007 kościół zdobył nagrodę Generalnego Konserwatora Zabytków Zabytek Zadbany w kategorii "Zabytki sakralne".